# Зауральская равнина
Зауральская равнина (Зауральский пенеплен, Зауральское плато),  — равнина, включающая восточные предгорья Среднего и Южного Урала.
Ширина равнины составляет до 100 км на севере и более 200 км на юге. Высота составляет 200—300 м, выделяются отдельные останцовые горы до 500—600 м.
Зауральская равнина имеет слабый уклон в восточном направлении, в том направлении протекают реки Пышма, Исеть, Миасс и другие.
Сложена изверженными, осадочными и метаморфическими горными породами палеозойского возраста; много гранитов.
На Зауральской равнине располагается много озёр (Аятское, Синара, Чебаркуль и др.), таёжные леса, имеются болота, на юге — разнотравные и дерновинно-злаковые степи.